# TAKE A CHANCE-Summer bright-
『TAKE A CHANCE-Summer bright-』（テイク・ア・チャンス　サマー・ブライト）は、大西結花2枚目のオリジナル・アルバム。1987年6月25日発売。発売元はポリスター。

## 解説
本作発売からわずか2日前に発売されたシングル「チャンスは一度だけ」のアルバム・ヴァージョンを含む全10曲。
作家陣には小室哲哉、湯川れい子、井上大輔などが名を連ねている。

## 収録曲
1. パンドーラ
  - 作詞：冬杜花代子　作曲：小室哲哉　編曲：入江純
2. 真夏のLove Chase　
  - 作詞：高村圭　作曲：山崎稔　編曲：中村哲
3. 5W1Hの疑問符　
  - 作詞：渡辺なつみ　作曲：小林健　編曲：入江純
4. WAGAMAMAナインティーン
  - 作詞：高村圭　作曲：山崎稔　編曲：中村哲
5. Good Luck
  - 作詞:平野肇　作曲：近藤敬三　編曲：入江純
6. ルパンのように
  - 作詞：湯川れい子　作曲：井上大輔　編曲：芳野藤丸
7. ミステリアス・スマイル
  - 作詞：篠原仁志　作曲：彩　編曲：入江純
8. 優しい 彼（ひと）?
  - 作詞：冬杜花代子　作曲：朝倉紀幸　編曲：入江純
9. 逢える時まで ～I'll See You Again～　
  - 作詞：湯川れい子　作曲:井上大輔　編曲：芳野藤丸
10. チャンスは一度だけ（スペシャル・サマー・フライト・ヴァージョン）
  - 作詞：湯川れい子　作曲:朝倉紀幸　編曲：芳野藤丸